# Liste von Persönlichkeiten der Stadt Neustadt an der Aisch
Die folgende Liste führt Persönlichkeiten auf, die mit der Stadt Neustadt an der Aisch in enger Verbindung stehen.

## Söhne und Töchter der Stadt
- Schweipolt Fiol bzw. Sebald Feiel (um 1460–1525/1526), Bergingenieur, Maschinenbauer, Goldschmied und in Krakau Verleger sowie erster Drucker mit Lettern in kyrillischer Schrift[1]
- Elias Levita (eigentlich Elia Ben Ascher Halevi; 1469–1549), Übersetzer, Humanist, hebräischer Grammatiker, jiddischer Schriftsteller
- Johannes Gramann (auch Poliander; 1487–1541), Reformator, Dichter von Kirchenliedern
- Lazarus Nürnberger (1499–ca. 1564), Händler, zusammen mit Jakob Cromberger und Hans Cromberger Begründer des Deutschen Amerikahandels
- Johann Mützel (1647–1717), Baumeister zahlreicher Schlösser in den ernestinischen Fürstentümern
- Johann Friedrich Weismann (1678–1760), Professor für Medizin an der Universität Erlangen
- Markus Friedrich Schmidt (1680–1764), ev.-luth. Pfarrer und Lieddichter, geb. in Unternesselbach
- Georg Christoph Oertel (* 24. Dezember 1715), Rektor des Friedrich-Alexander-Kollegiums von 1749 bis 1790 (Rufe an das Braunschweiger Carolinum sowie die Gymnasien von Regensburg und Ansbach hatte er abgelehnt[2]).
- Matthias Salomon Schnizzer († 11. August 1734), Magister, Stadtchronist und ab 1686 Archidiakon
- J. M. Schnizzer, Archidiakon, Sohn von Matthias Salomon Schnizzer und Vater von Georg Matthäus Schnizzer
- Georg Matthäus Schnizzer (* 31. Dezember 1717; † 1806 in Neustadt), evangelischer Theologe (ab 1752), Schuladjunkt (ab 1755), Bibliothekar der Kirchenbibliothek, Pfarrer und (ab 14. Dezember 1766) Superintendent[3] – Enkel von Matthias Salomon Schnizzer
- Elisabeth Friederike Sophie von Brandenburg-Bayreuth (1732–1780), Prinzessin von Bayreuth, lebte und residierte nach ihrer Trennung von Herzog Karl Eugen von Württemberg ab 1759 für fast fünf Jahre in Neustadt.[4]
- Christiane Sophie Charlotte von Brandenburg-Kulmbach (1733–1757), Tochter von Markgraf Friedrich Christian und Herzogin von Sachsen-Hildburghausen.
- Sophie Magdalene (1737–1737), Schwester von Christiane Sophie Charlotte, als 22. Mitglied des Hauses Hohenzollern in Neustadt begraben[5]
- Johann Leonhard Städtler, auch: Stättler (1758–1827), als Sohn eines Schneiders in Rößleinsdorf geboren, Maler insbesondere von Landschaften, Kupferstecher und Restaurator, der auch Neustadt[6] stach. Auch in allen seinen Fantasielandschaften verwendete er eine Neustadt-Ansicht. Städtler, der vor allem mit dem Kopieren fremder Bilder seinen Lebensunterhalt bestritt, fertigte seine Hauptwerke 1780 bis 1791. Er starb am 10. April 1827 in Neustadt.[7][8]
- Johann Friedrich Küttlinger (1778–1851), Rechtsmediziner und Botaniker in Erlangen
- Maximilian von Wächter (1811–1884), Bürgermeister von Nürnberg
- Adolf Scherzer (1815–1864), Militärmusiker und Komponist des Bayerischen Defiliermarschs
- Gustav von Kahr (der Ältere) (1833–1905), Präsident des Bayerischen Verwaltungsgerichtshofes
- Leonhard Seyboth (1842–1916), Reichstagsabgeordneter
- Friedrich Seyboth (1844–1910), Landtagsabgeordneter
- Johannes Kübel (1873–1953), evangelischer Theologe
- Wilhelm Schnizlein, praktischer Arzt von 1905 bis 1941[9]
- Richard Seefelder (1875–1949), Ophthalmologe, Hochschullehrer in Leipzig und Innsbruck
- Karl Seyboth (1881–1952), Kolonial- und Eisenhändler, Mitverfasser (Jahresbericht 1931)[10] einer Chronik der NSDAP-Ortsgruppe Neustadt, Parteiredner (ab 1929) und Bezirkspropagandaleiter (ab 1931)[11]
- August Kallert (1882–1958), Kunstmaler (unter anderem Maler der Tore Neustadts), Sohn des Neustädter Lehrers Kallert[12]
- Konrad Wellhöfer (1882–1951), Maurer und Bauführer, Stadtrat ab Dezember 1924, Gründungsmitglied der Neustädter NSDAP-Ortsgruppe von 1923 und 1925, deren Ortsgruppenleiter von 1925 bis 1929, ab 1927 Erster Führer der NS-Jugend, SA-Mitglied von 1928 bis 1945 (Obertruppführer), Gerichtsbeisitzer und Betriebsobmann der DAF.[13]
- Iwan Schwab (1889–1943), Kaufmann, jüdischer Kritiker der NSDAP, mit seiner Frau Hilda, geb. Glaser, ermordet in Auschwitz[14]
- Hanns Zehtmeyer (1891–1969), Grafiker und Maler
- August Kolb (1893–1962), geboren in Rößleinsdorf, SS-Hauptsturmführer
- Richard Schüßler (1899–1963), Betriebssekretär, NSDAP-, SA- und SS-Mitglied (ab 1939 Untersturmführer), NSDAP-Ortsvereinsschriftführer, Parteiredner und Kreisorganisationsleiter[15]
- Fritz Schüßler (1900–1969), Transportunternehmer, Inhaber einer Mietwaschküche, Gründungsmitglied der NSDAP-Ortsgruppe Neustadt, SA-Mitglied und ab 1938 Inhaber des Organisationsamtes der NSDAP.[16]
- Fritz Seyboth (1907–1974), evangelischer Pfarrer (unter anderem in Neustadt und Partenstein) und Parteiredner der NSDAP[17]
- Karl Ströbel (1907–1977), Verwaltungsangestellter, Verfasser der Chronik der NSDAP-Ortsgruppe Neustadt, 1924 Ortsgruppenleiter der NS-Gemeinschaft Kraft durch Freude und ab 1925 Tätigkeit in der nationalen Jugendbewegung, ab 1929 Parteiredner und ab 1938 Leiter der Kreiskulturstelle der NSDAP, unter dem Pseudonym „Beobachter auf dem Nürnberger Torturm“ Kommentator des Neustädter Anzeigeblatts, nach Tätigkeit im Landratsamt und Eintritt in die SPD von 1960 bis 1972 Erster Bürgermeister der Stadt Neustadt a.d. Aisch[18]
- Fritz Schöller (1909–1973), Lehrer, Politiker (NSDAP), unter anderem NSDAP-Ortsgruppenmitbegründer in Schwabach und Neustadt, „Karrierist von Streichesa Gnaden“, Gauhauptstellenleiter und ab 1934 stellvertretender Gaupropagandaleiter, Stadtrat in Nürnberg, Mitverfasser (Jahresbericht 1932)[19] einer Chronik der NSDAP-Ortsgruppe Neustadt, genannt auch „Henker von Lublin“ (mit Max Otto Vandrey hatte er 1942 einen Stadtführer für Lublin verfasst), gemäß der von seiner (ab 1955) dritten Ehefrau, Lore Schöller, geb. Stephan, unterzeichneten Traueranzeige auch Oberregierungsrat und Rektor.[20]
- Werner Dollinger (1918–2008), Politiker (CSU), Mitglied des Bundestages (1953–1990), Bundesminister
- Harald Popp (1931–2017), Historiker und Hochschullehrer
- Rudolf H. Weiß (* 1936), Psychologe und Kommunalpolitiker
- Gerhard Schulze, (* 1944), Soziologe
- Rainer S. Elkar (* 1945), Historiker
- Helmut Pfeiffer (* 1952), Romanist
- Armin Schwarz (* 1963), Rallyefahrer
- Georg Kreß (* 1965), Kinderbuchautor
- Harald Haas (* 1968), Informatiker, Erfinder und Hochschullehrer
- Gabi Schmidt (* 1968), Politikerin (Freie Wähler), MdL
- Michael Runkel (* 1969), Reisefotograf, Autor und Redner
- Stefan Müller (* 1975), Politiker (CSU), Mitglied des Bundestages
- Cris Koch (* 1975), Maler, Musiker und Performancekünstler
- Poljak Wlassowetz (Klarname: René Koch, *1986), Schriftsteller, Verleger und Politologe
- Anne Hopfengärtner (* 1989), Fußballspielerin
- Drachenlord (* 1989), Webvideoproduzent und Livestreamer
- Julian Gressel (* 1993), Fußballspieler
- Niklas Stark (* 1995), Fußballspieler

## Weitere Persönlichkeiten, die mit der Stadt in Verbindung stehen
- Konrad I. von Wittelsbach (1120/1125–1200), Erzbischof von Mainz, gestorben bei Riedfeld
- Albrecht Achilles (1414–1486), Markgraf und Kurfürst
- Anna von Sachsen (1437–1512), Kurfürstin, Ehefrau von Albrecht Achilles
- Anastasia von Brandenburg (1478–1534), Prinzessin von Brandenburg und Gräfin von Henneberg
- Kasimir (Brandenburg-Kulmbach) (1481–1527), Markgraf
- Kaspar Loener (1493–1546), Reformator in Hof
- Susanna von Bayern (1502–1543), Ehefrau von Markgraf Kasimir, die ihren zugewiesenen Witwensitz in Neustadt (mit Einkommen aus den Ämtern Neustadt, Hoheneck und Dachsbach) für nicht ganz ein Jahr hatte[21]
- Georg Seyfridt der Ältere (um 1502–um 1545), Arzt und Astronom, wirkte und starb in Neustadt
- Georg Marius (1533–1606), Stadtarzt in Neustadt von 1597 bis etwa 1601, Medizinprofessor in Marburg und Heidelberg sowie kurfürstlicher Leibarzt. 1601 veröffentlichte er eine medizinische Schrift über eine 1599 beobachtete epidemisch aufgetretene ansteckende Hauterkrankung „in dieser gegent der Aysche“.[22]
- Hieronymus Fabritius (1567–1632), in Padua, Bologna und Besel (wo er am 24. Juni 1594 promoviert wurde) ausgebildeter und danach in Windsheim als Stadtphysikus tätiger Arzt, der 1612 das Physikat in Neustadt übernahm, 1619 markgräflicher Leibarzt wurde und im selben Jahr oder 1618 das Privileg für eine Apotheke erhielt. Schon 1611 soll er am Marktplatz die Neustädter Stadtapotheke, die sich dann von 1815 bis 2012 in der Nürnberger Straße befand, gegründet haben.[23][24] 1632 musste er (angeblich wegen eines Kroatenüberfalls[25]) Anfang Juni auf Neustadt) nach Windsheim fliehen, wo er am 27. Juli starb.[26]
- Lukas Böhm (1602–1672), geboren als Sohn eines Pfarrers in Schweinfurt, Gerichtsschreiber in Dachsbach, in schwedischen Diensten Kastner und Zehntrichter in Kitzingen, Klosterverwalter von Schwarzach, ab 1634 in markgräflichem Dienst Kriegskommissar und Stadtvogt von Neustadt, Ende 1638 oder Anfang 1639 Versetzung nach Kulmbach, anschließen nach Münchsteinach, Amtmann von Sontheim im gräflich limburgischen Dienst, gestorben als Privatmann in Neustadt an der Aisch.[27]
- Johann Veit vom Berg (1612–1675), bis kurz vor dem Dreißigjährigen Krieg Schüler des Alumneums in Neustadt, Sohn eines Pfarrers in Baudenbach, Pfarrer in Gutenstetten, wo seine Mutter (eine geborene Boßeck von der Mühle) herstammt, Uehlfeld und Baudenbach sowie Oberhöchstädt. Verwalter des Neustädter Schulwesens von 1636 bis 1640 und bis 1639 auch allein die geistlichen Stellen dort versorgend. Für zwei Jahre wohnte er bei dem Obristen von Bleimann (Bleymann) im Schloss Birnbaum.[28][29]
- Heinrich Arnold Stockfleth (1643–1708), lutherischer Theologe, Pfarrer in der Markgrafschaft Brandenburg-Bayreuth und Dichter im Nürnberger Pegnesischen Blumenorden sowie ab 1679 für vier Jahre erster Superintendent in Neustadt an der Aisch
- Christian Ernst (Brandenburg-Bayreuth) (1644–1712), Markgraf, von 1662 bis 1687 und 1669 mehrere Aufenthalte in Neustadt[30]
- Peter Kolb (1675–1726), Lehrer, Schulrektor der Neustädter Lateinschule und Völkerkundler (Afrikaforscher), starb in Neustadt
- Johann Georg Hasenest (1688–1771), Physikus in Neustadt an der Aisch, Leibarzt im Fürstentum Ansbach, Referent der Sanitätskommission der Regierung Ansbach
- Johann Adam Steinmetz (1689–1762), pietistischer Superintendent in Neustadt und später Generalsuperintendent im Herzogtum Magdeburg
- Paul Eugenius Layritz (1707–1788), Theologe und Konrektor an der Fürstenschule sowie Superintendent
- Karl August (Brandenburg-Bayreuth) (* 1663; gestorben 26. April 1731 in Neustadt), Prinz, Sohn von Georg Albrecht (vgl. auch Stammliste der Hohenzollern#Linie Brandenburg-Bayreuth)
- Friedrich Christian (Brandenburg-Bayreuth) (1708–1769), Markgraf, Stiftungsspender für das Neustädter Hospiral, Neffe von Karl August[31]
- Johann Georg Christoph Schiedmayer (1740–1820), Orgel- und Klavierbauer aus der Instrumentenbauerfamilie Schiedmayer[32]
- Jean Paul (1763–1825), Schriftsteller aus Wunsiedel, besuchte 1793 Neustadt, wo ihm Sommerabende im Oertelsgarten eine „höhere Sprosse der Himmelsleiter“ bedeuteten[33] und wird durch den von Godehard Schramm angeregten „Jean-Paul-Leseweg“ in der Jean-Paul-Allee in Neustadt geehrt[34]
- Veit Engelhardt (1791–1855), Theologe (Universität Erlangen) und Autor
- Johann Christian Auernhammer (* 29. November 1793 in Erlangen; † 21. April 1862 in Neustadt), Epigrammdichter (Verfasser kurzer, zugespitzter Sinngedichte) und Schulmann (Lehrer an der Neustädter Lateinschule)[35]
- Johann Friedrich Christoph Bauer (1803–1873), Mitglied des Paulskirchenparlaments, Stellvertretender Vorsitzender der Nationalversammlung, Abgeordneter des Bayerischen Landtages, Dekan
- Moritz Hofmann (* 21. November 1843 in Pahres als Sohn eines Brauereibesitzers; † 3. November 1906 in München), praktischer Arzt in Dachsbach und (von 1873 bis 1889) in Neustadt, königlicher Landgerichtsarzt in Nürnberg-Fürth, Fachautor, Medizinalrat und Universitätsprofessor in Erlangen und München. Er war verheiratet mit Berta Besserer[36]
- Heinrich Konrad Sperber (1887–1971), Studiendirektor, Bürgermeister Neustadts und Landrat
- Sepp Frank (1889–1970), Münchener Kunstmaler und Radierer, der mehrere Jahre in Neustadt lebte. Von ihm stammt ein Großgemälde des Prinzregenten Luitpold im Rathaussaal[37]
- Gustav Sondermann (1894–1973), Arzt, Publizist und Schriftsteller
- Arno Bulitta (1921–1995), Arzt, stellv. Bürgermeister von Neustadt und Vertriebenen- und Lokalpolitiker sowie Bundesverdienstkreuzträger und Träger der Goldenen Bürgermedaille von Neustadt
- Hans W. Geißendörfer (* 1941), eigentlich Wilhelm Max Geißendörfer, Regisseur, Autor und Produzent
- Harald Rauchfuß (* 1945), Arzt, Schriftsteller, Vorsitzender der Weltunion der Schriftstellerärzte
- Guido Knopp (* 1948), Historiker, Publizist und Moderator
- Lissy Gröner (1954–2019), deutsche Politikerin (SPD), von 1989 bis 2009 MdEP
- Nevio Passaro (* 1980), deutsch-italienischer Sänger, Musiker und Komponist